# Шреккенбергер

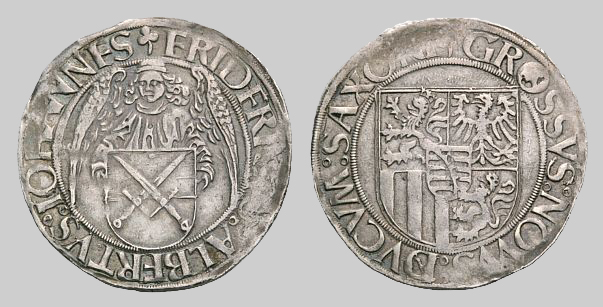
Одна из самых ранних монет, 1498—1500 гг.

Шреккенбергер — саксонский грошен, который чеканился с 1498 года из серебра, добытого в рудниках горы Шреккенберг (нем. Schreckenberg, в дословном переводе — Страшная гора). Чеканка велась в Саксонии и Тюрингии до 1571 года и была возобновлена во время Тридцатилетней войны (1618—1648).

## История появления
Осенью 1491 года недалеко от мельницы на горе Шреккенберг было найдено серебро. Слухи об этом быстро распространились по Саксонии, и вскоре сюда на заработки стали приезжать крестьяне из окрестных деревень. 21 сентября 1496 указом Георга Бородатого возле горы было основано поселение. Гору Шреккенберг (Страшную гору) со временем переименовали в гору Святой Анны (Sankt Annaberg), а расположенный у подножия город получил название Аннаберг. Вслед за этим начались первые строительные работы, а в 1498 году Аннабергу было предоставлено право чеканить собственные монеты. Монетный двор был оборудован прямо на мельнице. В первое время там чеканились только шреккенбергеры, позже стали выпускать также талеры и полуталеры. В 1502 году монетный двор был перенесён в город.

## Характеристика монеты
Первоначально шреккенбергер приравнивался к 1/7 золотого гульдена (голдгульдена), что соответствовало 1/7 серебряного гульдинера. На аверсе изображался ангел, поддерживающий щит со скрещёнными мечами (поэтому иногда такие монеты называют Engelgroschen — ангельский грош). На оборотной стороне — гербовый щит, разделённый на 4 части. Первые монеты весили 4,497 г (чистого серебра — 4,206 г), с 1558 года — 5,03 г (4,54 г). Шреккенбергеры чеканились из высокопробного серебра, благодаря чему они заслужили доверие не только у жителей Саксонии, но и в других европейских странах, с которыми в то время велась торговля.
Во время монетного кризиса Тридцатилетней войны появился другой вид шреккенбергера, подорвавший его добрую славу. Это были низкопробные монеты с содержанием серебра не более 37 %, а часто даже меньше. Они имели похожую лицевую сторону, на оборотной же стороне изображались 2 ангела и 3 гербовых щита. В немецкой литературе принято добавлять к их названию приставку Kipper- (поддельный, низкокачественный).

## Легенда
Легенда на шреккенбергерах не оставалась постоянной и со временем меняла своё содержание. Так, на ранних типах монет (см. шреккенбергеры 1498—1500 и 1507—1525 гг) было принято обозначать номинал (GROSSVS NOVVS — грош новый), а ближе к концу чеканки номинал уже не указывался. Вместо этого больше внимания стало уделяться перечислению титулов правителя. Для примера рассмотрим легенду 2 монет: недатированного шреккенбергера 1507—1525 годов и позднего шреккенбергера 1565 года.
1507—1525: FRIDERICVS • IOHANNES • GEORGIVS (аверс), GROSSVS • NOVVS • DVCVM • SAXONIE (реверс). Перевод: Фридрих, Иоганн, Георг — грош новый князей Саксонии.
1565 год: AVGVS(VS)TVS • Dei • GRAtia • DVX • SAXONIAE (аверс), ROM • ARCHIMARSAL • ET • ELECTOR (реверс). Перевод: Август (две лишние буквы в написании — это ошибка резчика), Божьей милостью герцог Саксонии — римский (имеется в виду Священная Римская империя) эрцмаршал и курфюрст. Геральдическим знаком эрцмаршала (лат. Archimarescallus, нем. Erzmarschall) были 2 скрещённых красных меча, которые можно увидеть на обоих монетах.

## Галерея

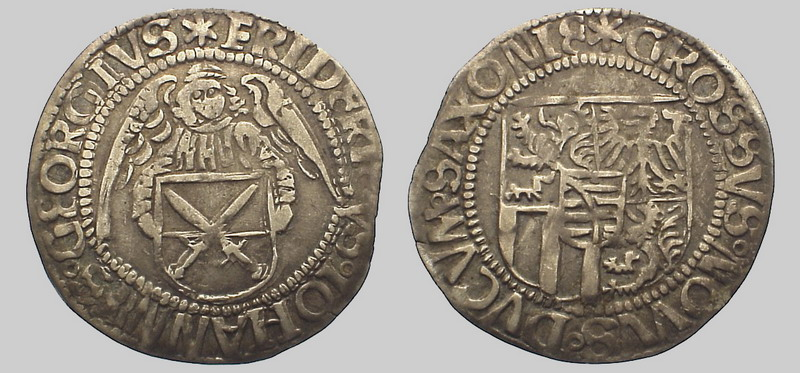
Шреккенбергер без даты, 1507-1525 годы, Аннаберг
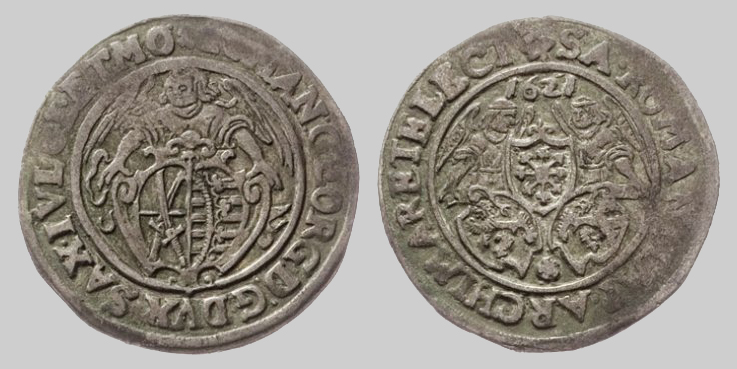
Низкопробный двойной шреккенбергер 1621 года, Дрезден